# Люлька миру (мультфільм)
«Люлька миру» — український анімаційний фільм 1979 року Творчого об'єднання художньої мультиплікації студії «Київнаукфільм», режисер — Ірина Гурвич.

## Сюжет
Екранізація (за мотивами) першої частини «Пісні про Гайявату» Генрі Лонгфелло. Володар Світу, могутній Маніту, зробив з каменя Люльку Миру, щоб усі індіанські племена жили навіки-віків у мирі й братстві...

## Над мультфільмом працювали
- Автор сценарію: Євген Загданський
- Режисер-постановник: Ірина Гурвич
- Художники-постановники: І. Дівішек, С. Дудка
- Оператор: Анатолій Гаврилов
- Композитор: Борис Буєвський
- Звукооператор: Ізраїль Мойжес
- Художники-актори: І. Ковальов, Адольф Педан
- Художники: А. Карбовничий, В. Сабліков, Г. Черненко, Наталя Чернишова
- Асистенти: О. Малова, Ірина Сергєєва, С. Максимович
- Режисер монтажу: О. Деряжна
- Вірші читає: Аркадій Гашинський
- Редактор: Юрій Зморович
- Директор картини: Є. Дубенко